# Europese kampioenschappen kunstschaatsen 1951
De Europese Kampioenschappen kunstschaatsen 1951 was de 43e editie voor de mannen en de vijftiende editie voor de vrouwen en paren van het jaarlijks evenement dat georganiseerd wordt door de Internationale Schaatsunie (ISU).
De kampioenschappen van 1951 vonden plaats van 2 tot en met 4 februari in Zürich. Het was de eerste keer dat een EK kampioenschap in Zürich plaatsvond. Het was de dertiende keer dat een EK kampioenschap in Zwitserland plaatsvond, eerder werden de toernooien van 1899, 1904, 1906, 1922, 1924, 1926, 1929 en 1939 (voor de mannen ) en 1947 in Davos en de toernooien van 1931 (vrouwen en paren) , 1935 en 1938 (mannen en vrouwen) in Sankt Moritz gehouden.

## Historie
De Duitse en Oostenrijkse schaatsbond, verenigd in de "Deutscher und Österreichischer Eislaufverband", organiseerden zowel het eerste EK Schaatsen voor mannen als het eerste EK Kunstschaatsen voor mannen in 1891 in Hamburg, in toen nog het Duitse Keizerrijk, nog voor het ISU in 1892 werd opgericht. De internationale schaatsbond nam in 1892 de organisatie van het EK kunstschaatsen over. In 1895 werd besloten voortaan het WK kunstschaatsen te organiseren en kwam het EK te vervallen. In 1898, na twee jaar onderbreking, vond toch weer een herstart plaats van het EK kunstschaatsen.
De vrouwen en paren zouden vanaf 1930 jaarlijks om de Europese titel strijden. De ijsdansers streden vanaf 1954 om de Europese titel in het kunstschaatsen.

## Deelname
Er namen deelnemers uit elf landen deel aan deze kampioenschappen. Zij vulden 36 startplaatsen in de drie disciplines in. Het was ook het eerste toernooi na de Tweede Wereldoorlog waaraan Duitsland weer mocht deelnemen. Duitsland vulde acht startplaatsen in, waaronder Horst Faber die eerder aan de EK's van 1937, 1938 en 1939 had deelgenomen.
Nederland was het 23e land dat voor het eerst werd vertegenwoordigd op de EK kunstschaatsen. Alida Elisabeth Stoppelman, Rietje van Erkel en Yvonne Ruts namen alle drie deel aan het vrouwentoernooi.
(Tussen haakjes het totaal aantal startplaatsen over de disciplines.)
| Duitsland (8) Verenigd Koninkrijk (8) Zwitserland (7) Oostenrijk (4) Nederland (3) Finland (1) | Frankrijk (1) Italië (1) Joegoslavië (1) Noorwegen (1) Zweden (1) |

## Medaille verdeling
In het mannentoernooi werd Helmut Seibt de negentiende Europees kampioen, hij was de tiende Oostenrijker die deze titel veroverde. Het was zijn derde EK medaille, in 1949 werd hij derde en in 1950 tweede. Horst Faber op plaats twee veroverde zijn tweede EK medaille, in 1939 werd hij derde. Carlo Fassi op plaats drie veroverde zijn tweede medaille, ook in 1950 werd hij derde.
Bij de vrouwen werd Jeannette Altwegg de zevende vrouw die de Europese titel veroverde, zij was de tweede Britse na Cecilia Colledge (1937, 1938, 1939) die Europees kampioene werd. Het was haar derde medaille, in 1949 werd ze derde en in 1950 tweede. Ook Jacqueline du Bief stond dit jaar een trede hoger op het erepodium, in 1950 werd ze derde en dit jaar tweede. Barbara Wyatt op plaats drie veroverde haar eerste EK medaille.
Bij de paren veroverde het Duitse debutanten paar Ria Baran / Paul Falk de Europese titel, zij waren het negende paar die de Europese titel veroverden en het tweede Duitse paar na Maxi Herber / Ernst Baier (1935-1939). De beide paren die in 1950 op de plaatsen twee en drie stonden behielden dit jaar hun positie. Eliane Steinemann / André Calame op plaats twee en Jennifer Nicks / John Nicks op plaats drie veroverden hun tweede EK medaille.
| Discipline | Goud                  | Zilver                           | Brons                       |
| ---------- | --------------------- | -------------------------------- | --------------------------- |
| Mannen     | Helmut Seibt          | Horst Faber                      | Carlo Fassi                 |
| Vrouwen    | Jeannette Altwegg     | Jacqueline du Bief               | Barbara Wyatt               |
| Paren      | Ria Baran / Paul Falk | Eliane Steinemann / Andre Calame | Jennifer Nicks / John Nicks |

## Uitslagen
| #      | naam (deelname)    | land                         | pc |
| ------ | ------------------ | ---------------------------- | -- |
| Goud   | Helmut Seibt (4)   | Vlag van Oostenrijk          |    |
| Zilver | Horst Faber (4)    | Vlag van Duitsland           |    |
| Brons  | Carlo Fassi (3)    | Vlag van Italië              |    |
| 4      | Michael Carrington | Vlag van Verenigd Koninkrijk |    |
| 5      | Freimut Stein      | Vlag van Duitsland           |    |
| 6      | Francois Pache     | Vlag van Zwitserland         |    |
| 7      | Martin Felsenreich | Vlag van Oostenrijk          |    |
| 8      | Fritz Loosli       | Vlag van Zwitserland         |    |

| #      | naam (deelname)            | land                         | pc |
| ------ | -------------------------- | ---------------------------- | -- |
| Goud   | Jeannette Altwegg (5)      | Vlag van Verenigd Koninkrijk |    |
| Zilver | Jacqueline du Bief (3)     | Vlag van Frankrijk           |    |
| Brons  | Barbara Wyatt (5)          | Vlag van Verenigd Koninkrijk |    |
| 4      | Valda Osborn (2)           | Vlag van Verenigd Koninkrijk |    |
| 5      | Beryl Bailey (4)           | Vlag van Verenigd Koninkrijk |    |
| 6      | Gundi Busch                | Vlag van Duitsland           |    |
| 7      | Helga Dudzinski            | Vlag van Duitsland           |    |
| 8      | Lotte Schwenk              | Vlag van Oostenrijk          |    |
| 9      | Suzanne Wirz (2)           | Vlag van Zwitserland         |    |
| 10     | Inge Jell                  | Vlag van Duitsland           |    |
| 11     | Jolande Jobin (2)          | Vlag van Zwitserland         |    |
| 12     | Ghislaine Kopf             | Vlag van Zwitserland         |    |
| 13     | Lena Pietila (2)           | Vlag van Finland (1918-1978) |    |
| 14     | Gun Ericson (3)            | Vlag van Zweden              |    |
| 15     | Alida Elisabeth Stoppelman | Vlag van Nederland           |    |
| 16     | Björg Lohner (2)           | Vlag van Noorwegen           |    |
| 17     | Rietje van Erkel           | Vlag van Nederland           |    |
| 18     | Yvonne Ruts                | Vlag van Nederland           |    |

| Er deden tien paren uit vijf landen mee. Het paar Jennifer Nicks / John Nicks waren het paar met de meeste deelnames achter hun naam, zij namen voor de vijfde keer deel. \| # \| naam (deelname) \| land \| pc \| \| ------ \| -------------------------------------- \| -------------------------------- \| -- \| \| Goud \| Ria Baran Paul Falk \| Vlag van Duitsland \| \| \| Zilver \| Eliane Steinemann (3) Andre Calame (3) \| Vlag van Zwitserland \| \| \| Brons \| Jennifer Nicks (5) John Nicks (5) \| Vlag van Verenigd Koninkrijk \| \| \| 4 \| Silvia Grandjean Michel Grandjean \| Vlag van Zwitserland \| \| \| 5 \| Inge Minor Hermann Braun \| Vlag van Duitsland \| \| \| 6 \| Elly Staerck (4) Harry Gareis (4) \| Vlag van Oostenrijk \| \| \| 7 \| Marlies Schrör Hans Schwarz \| Vlag van Duitsland \| \| \| 8 \| Elizabeth Williams John McCann \| Vlag van Verenigd Koninkrijk \| \| \| 9 \| Silva Palme (3) Marco Lajovic (2) \| Vlag van Joegoslavië (1943-1992) \| \| \| 10 \| Doris Clayden Ronald Clayden \| Vlag van Verenigd Koninkrijk \| \| |                                        |                                  |    |
| # | naam (deelname)                        | land                             | pc |
| Goud | Ria Baran Paul Falk                    | Vlag van Duitsland               |    |
| Zilver | Eliane Steinemann (3) Andre Calame (3) | Vlag van Zwitserland             |    |
| Brons | Jennifer Nicks (5) John Nicks (5)      | Vlag van Verenigd Koninkrijk     |    |
| 4 | Silvia Grandjean Michel Grandjean      | Vlag van Zwitserland             |    |
| 5 | Inge Minor Hermann Braun               | Vlag van Duitsland               |    |
| 6 | Elly Staerck (4) Harry Gareis (4)      | Vlag van Oostenrijk              |    |
| 7 | Marlies Schrör Hans Schwarz            | Vlag van Duitsland               |    |
| 8 | Elizabeth Williams John McCann         | Vlag van Verenigd Koninkrijk     |    |
| 9 | Silva Palme (3) Marco Lajovic (2)      | Vlag van Joegoslavië (1943-1992) |    |
| 10 | Doris Clayden Ronald Clayden           | Vlag van Verenigd Koninkrijk     |    |

Medaillewinnaars

Mannen · 
Vrouwen ·
Paren · 
IJsdansen

Toernooi

1891 · 
1892 · 
1893 · 
1894 · 
1895 · 
1896-1897 · 
1898 · 
1899 · 
1900 · 
1901 · 
1902-1903 · 
1904 · 
1905 · 
1906 · 
1907 · 
1908 · 
1909 · 
1910 · 
1911 · 
1912 · 
1913 · 
1914 · 
1915-1921 · 
1922 · 
1923 · 
1924 · 
1925 · 
1926 · 
1927 · 
1928 · 
1929 · 
1930 · 
1931 · 
1932 · 
1933 · 
1934 · 
1935 · 
1936 · 
1937 · 
1938 · 
1939 ·
1940-1946 · 
1947 · 
1948 · 
1949 · 
1950 · 
1951 · 
1952 · 
1953 · 
1954 · 
1955 · 
1956 · 
1957 · 
1958 · 
1959 · 
1960 · 
1961 · 
1962 · 
1963 · 
1964 · 
1965 · 
1966 · 
1967 · 
1968 · 
1969 · 
1970 · 
1971 · 
1972 · 
1973 · 
1974 · 
1975 · 
1976 · 
1977 · 
1978 · 
1979 · 
1980 · 
1981 · 
1982 · 
1983 · 
1984 · 
1985 · 
1986 · 
1987 · 
1988 · 
1989 · 
1990 · 
1991 · 
1992 · 
1993 · 
1994 · 
1995 ·
1996 · 
1997 · 
1998 · 
1999 · 
2000 · 
2001 · 
2002 · 
2003 · 
2004 · 
2005 · 
2006 ·
2007 ·
2008 ·
2009 ·
2010 ·
2011 ·
2012 ·
2013 ·
2014 ·
2015 ·
2016 ·
2017 ·
2018 ·
2019 ·
2020 ·
2021 · 
2022 · 
2023 · 
2024 · 
2025

WK kunstschaatsen ·
WK kunstschaatsen junioren ·
Viercontinentenkampioenschap ·
Olympische Spelen